# كرايغ تريسي
كرايغ تريسي (بالإنجليزية: Craig Tracy)‏ هو رياضياتي أمريكي، ولد في 9 سبتمبر 1945 في لندن في المملكة المتحدة.